# Trolovelsesringen
Trolovelsesringen er en dansk stum romantisk dramafilm fra 1910 produceret af Nordisk Films Kompagni. Filmens instruktør er ukendt.
Filmen blev i tysktalende lande distribueret under titlen Die Verlobungsring og i engelsketalende lande som The engagement ring.

## Handling
En fisker kommer op at skændes med sin forlovede, der i raseri kaster sin ring i havet. En gammel frier opdager hendes bare ringfinger og aner en ny chance. Da han er på fisketur fanger han tilfældigvis den fisk, der har den bortkastede ring i maven. Og lykken tilsmiler ham endnu engang, da han senere på dagen vinder i et kortspil over fiskeren, der frustreret må afgive sin ring. Den gamle frier er nu i besiddelse af begge ringe, mens det kun går ned ad bakke for den stakkels fisker.

## Medvirkende
- Lauritz Olsen
- Einar Zangenberg
- Paul Welander
- Edmund Østerby